# Lavra (Portugal)
Lavra ist eine Kleinstadt und ehemalige Gemeinde im Norden Portugals.
Die ehemalige Gemeinde Lavra gehört zum Kreis Matosinhos im Distrikt Porto, besitzt eine Fläche von 10,3 km² und hat 10.000 Einwohner (Stand 30. Juni 2011). Der Ort wurde am 1. Juli 2003 zur Vila (dt.: Kleinstadt) erhoben.
Im Zuge der Gebietsreform in Portugal am 29. September 2013 wurde die Gemeinde mit denen von Perafita und Santa Cruz do Bispo zur neuen Gemeinde Perafita, Lavra e Santa Cruz do Bispo zusammengeschlossen. Perafita wurde Sitz der neuen Gemeinde, die Gemeindeverwaltungen in den aufgelösten Gemeinden blieben als Bürgerbüros bestehen.

## Söhne und Töchter der Stadt
- José Domingues dos Santos (1885–1958), Premierminister der Ersten Republik